# Моррис, Эйдан
Э́йдан Зен Па́трик Мо́ррис (англ. Aidan Zen Patrick Morris; 16 ноября 2001, Форт-Лодердейл, Флорида, США) — американский футболист, центральный полузащитник клуба «Мидлсбро» и сборной США.

## Карьера

### Клубная карьера
Моррис присоединился к академии футбольного клуба «Коламбус Крю» в 2017 году. В 2019 году он поступил в Индианский университет в Блумингтоне и начал играть за университетскую футбольную команду «Индиана Хузиерз». В Национальной ассоциации студенческого спорта сыграл 22 матча, забил два мяча и отдал восемь результативных передач.
14 января 2020 года клуб MLS «Коламбус Крю» подписал с Моррисом контракт по правилу доморощенного игрока. Его профессиональный дебют состоялся 11 июля в матче Турнира MLS is Back против «Цинциннати», в котором он вышел на замену во втором тайме. 12 декабря в матче за Кубок MLS 2020, в котором «Коламбус Крю» обыграл «Сиэтл Саундерс», Моррис отдал голевую передачу. 15 апреля 2021 года в ответном матче ⅛ финала Лиги чемпионов КОНКАКАФ против никарагуанского «Реала Эстели» Моррис получил разрыв передней крестообразной связки левого колена, из-за чего пропустил весь сезон 2021. 25 марта 2023 года в матче против «Атланты Юнайтед» забил свой первый гол в профессиональной карьере. 12 апреля Моррис продлил контракт с «Коламбус Крю» до конца сезона 2026. Был отобран в число участников Матча всех звёзд MLS 2023, в котором сборная звёзд MLS принимала английский «Арсенал».
28 июня 2024 года Моррис перешёл в клуб английского Чемпионшипа «Мидлсбро», подписав четырёхлетний контракт. По данным The Athletic, сумма трансфера составила около $4 млн (£3,14 млн). За «Боро» он дебютировал 10 августа в матче стартового тура сезона 2024/25 против «Суонси Сити».

### Международная карьера
Моррис родился в США, но по отцу имеет канадское происхождение. Привлекался в младшие сборные США до 18 лет и до 20 лет.
18 января 2023 года Моррис был вызван в ежегодный январский тренировочный лагерь сборной США, завершавшийся товарищескими матчами со сборными Сербии и Колумбии. 25 января в матче с сербами, выйдя в стартовом составе, он дебютировал за звёздно-полосатую дружину.
Моррис значился в предварительных заявках сборных США и Канады на финал четырёх Лиги наций КОНКАКАФ 2023 и Золотой кубок КОНКАКАФ 2023. Был включён в состав сборной США на Золотой кубок КОНКАКАФ 2023.

## Достижения
Командные
 «Коламбус Крю»
- Чемпион MLS (обладатель Кубка MLS): 2020, 2023

Личные
- Участник Матча всех звёзд MLS: 2023

## Статистика выступлений

### Клубная статистика
| Выступление                | Выступление      | Выступление      | Лига | Лига | Кубок | Кубок | Континент | Континент | Остальные | Остальные | Итого | Итого |
| Клуб                       | Лига             | Сезон            | Игры | Голы | Игры  | Голы  | Игры      | Голы      | Игры      | Голы      | Игры  | Голы  |
| -------------------------- | ---------------- | ---------------- | ---- | ---- | ----- | ----- | --------- | --------- | --------- | --------- | ----- | ----- |
| Коламбус Крю               | MLS              | 2020             | 10   | 0    | —     | —     | —         | —         | 1         | 0         | 11    | 0     |
| Коламбус Крю               | MLS              | 2021             | 0    | 0    | —     | —     | 2         | 0         | —         | —         | 2     | 0     |
| Коламбус Крю               | MLS              | 2022             | 27   | 0    | 1     | 0     | —         | —         | —         | —         | 28    | 0     |
| Коламбус Крю               | MLS              | 2023             | 30   | 4    | 3     | 0     | 3         | 0         | 6         | 0         | 42    | 4     |
| Коламбус Крю               | MLS              | 2024             | 16   | 2    | —     | —     | 6         | 1         | —         | —         | 22    | 3     |
| Коламбус Крю               | Итого            | Итого            | 83   | 6    | 4     | 0     | 11        | 1         | 7         | 0         | 105   | 7     |
| Коламбус Крю 2 (фарм-клуб) | MLS Next Pro     | 2022             | 3    | 0    | —     | —     | —         | —         | —         | —         | 3     | 0     |
| Мидлсбро                   | Чемпионшип       | 2024/25          | 2    | 0    | —     | —     | —         | —         | 1         | 0         | 3     | 0     |
| Всего за карьеру           | Всего за карьеру | Всего за карьеру | 88   | 6    | 4     | 0     | 11        | 1         | 8         | 0         | 111   | 7     |

Источники: Transfermarkt, Soccerway, Footballdatabase.eu.

### Международная статистика
| Команда | Год   | Игры | Голы |
| ------- | ----- | ---- | ---- |
| США     |       |      |      |
| 2023    | 4     | 0    |      |
| 2024    | 1     | 0    |      |
| Всего   | Всего | 5    | 0    |

Источник: National Football Teams.